# Hillerita buccata
Hillerita buccata är en stekelart som beskrevs av Boucek 1988. Hillerita buccata ingår i släktet Hillerita och familjen puppglanssteklar. Inga underarter finns listade i Catalogue of Life.